# Fatir

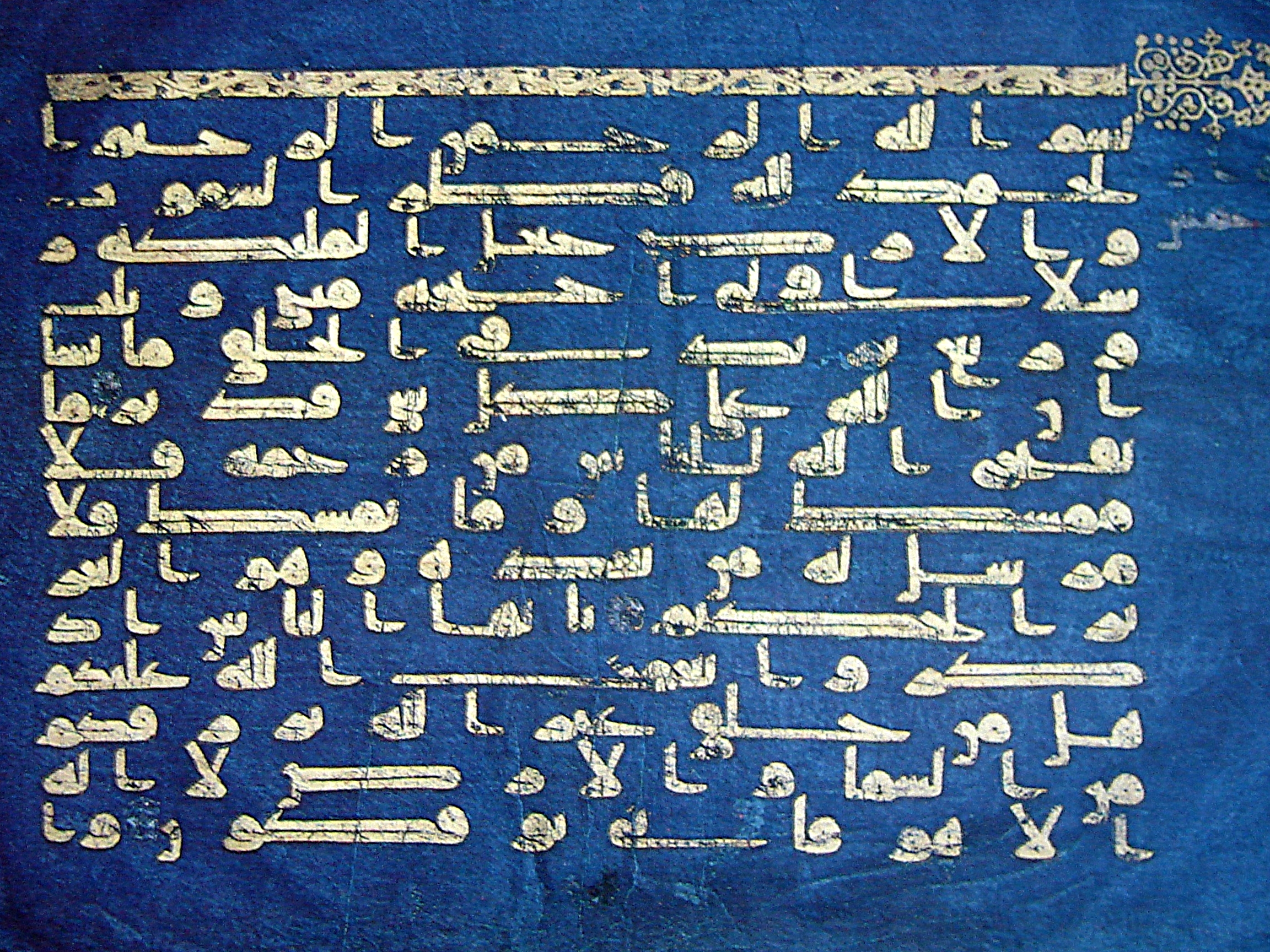
Der blaue Koran, Pergament, 10.–11. Jahrhundert: Sure Fāṭir, Verse 1–4. Original im Nationalmuseum von Bardo, Tunesien.

Fatir (arabisch فاطر Fāṭir ‚(Der) Schöpfer‘) ist die 35. Sure des Korans, sie enthält 45 Verse. Die Verkündigung der Sure fällt in die dritte mekkanische Periode (620–622). Sie wird manchmal auch al-Malāʾika (ﺍﻟملائكة / ‚Die Engel‘) genannt. Beide Titel beziehen sich auf den ersten Vers, in dem Gott als „Schöpfer der Himmel und der Erde“ und der Engel gepriesen wird.
Die meisten Themen der Sure finden sich häufig in der mekkanischen Periode: Allmacht, Huld, Schöpferkraft und umfassendes Wissen Gottes, menschliche Abhängigkeit von Gott, Wunder der Schöpfung, prophetische Sendung Mohammeds mit der Aufgabe als Freudenbote und Warner, Verstocktheit der Ungläubigen und Gegenüberstellung zwischen ihnen und den Gläubigen, Vergeltung im Jenseits nach den Werken. Das in Vers 25 erwähnte „erleuchtende Buch“ wird von Zamachschari mit der Thora, dem Evangelium und dem Buch der Psalmen in Verbindung gebracht.